# Erysimum maderense
Erysimum maderense — вид трав'янистих рослин з родини капустяні (Brassicaceae), ендемік Мадейри.

## Поширення
Ендемік архіпелагу Мадейра (о. Мадейра).